# Peter Persyn
Peter Persyn (Wilrijk, 2 december 1962) is een Belgisch Vlaams-nationalistisch politicus van de Nieuw-Vlaamse Alliantie (N-VA) en voormalig Vlaams Parlementslid.

## Levensloop
Persyn was de tweede zoon van een gezin met vijf kinderen en groeide op in Brasschaat. Als jongere nam hij deel aan politieke debatten en organiseerde hij sociale en culturele activiteiten.
Na zijn legerdienst in Duitsland studeerde hij in 1989 af in de geneeskunde en in 1990 in de sociale en culturele antropologie aan de Katholieke Universiteit Leuven en in de tropische ziekten aan het Tropisch Instituut Antwerpen. Na zijn studies deed Persyn van 1990 tot 1991 als wetenschappelijk medewerker veldonderzoek in Congo, waarna hij zich als huisarts in Leuven vestigde, een beroep dat hij uitoefende van 1992 tot 1999. In 1999 verhuisde hij met zijn gezin opnieuw naar Congo om er als medisch verantwoordelijke voor het Rode Kruis België in het kinderziekenhuis van Kinshasa te werken. Door de burgeroorlog in Congo moest Persyn na één jaar terug naar België keren.
Als wetenschappelijk medewerker aan de KU Leuven en in het ziekenhuis UCL Woluwe leverde hij van 2000 tot 2002 beleidsvoorbereidend werk voor het kabinet-Volksgezondheid tijdens de paarsgroene regering Verhofstadt I, waarna hij van 2002 tot 2011 in de ngo-wereld aan de slag was als medisch verantwoordelijke voor verschillende projecten. Van 2007 tot 2011 was hij medisch coördinator voor Memisa, een ngo voor ontwikkelingssamenwerking die de toegang tot gezondheidszorg van kwetsbare groepen in het Globale Zuiden. Nadien was hij van 2011 tot 2015 directielid bij Mederi NV, een landelijke zorgorganisatie met projecten in ouderen- en thuiszorg. In 2012 was hij een van de oprichters van Doctar, een digitale toepassing voor de sociale derdebetaler bij de huisarts in België, waarvan hij tot 2016 afgevaardigd bestuurder bleef.
In 2009 werd hij actief binnen de N-VA als lid van de N-VA-afdeling van Tervuren. Eén jaar later werd hij lid van de nieuw opgerichte
afdeling van de partij in Bertem en van 2011 tot 2014 was hij voorzitter van de N-VA-afdeling van het arrondissement Leuven. Hiermee werd hij lid van de partijraad van N-VA.
Na de Vlaamse verkiezingen van 25 mei 2014 kwam hij eind juli 2014 als opvolger van Ben Weyts in het Vlaams Parlement terecht, waar hij bleef zetelen tot eind mei 2019. In het Vlaams Parlement was hij van 2014 tot 2019 ondervoorzitter van de commissie Welzijn, Volksgezondheid en Gezin. Ook was hij tussen 2019 en 2022 gemeenteraadslid van Bertem. Bij de verkiezingen van mei 2019 stond hij als eerste opvolger op de Vlaams-Brabantse N-VA-lijst voor de Kamer van volksvertegenwoordigers.
Begin 2020 werd hij lid van de groepsdirectie van Senior Living Group (SLG), sinds 2021 Korian, een bedrijf in de sector van de woonzorgcentra (WZC's). In juli dat jaar was er echter sprake van een terugkeer naar de politiek, als opvolger in de Kamer van Jan Spooren die provinciegouverneur van Vlaams-Brabant wordt. Persyn besloot echter niet in de Kamer te zetelen, zodat hij zijn job bij SLG niet moest opgeven.